# Сармиента
Сармиента (лат. Sarmienta) — род растений семейства Геснериевые (лат. Gesneriaceae) включающий в себя 2 видa стелющихся или лазящих многолетних полукустарников.

## Этимология названия
Род назван в честь Мартина Сармьенто — испанского бенедиктинского монаха, филолога и натуралиста XVIII века.

## Ботаническое описание
Лазящие или стелющиеся эпифитные многолетние полукустарники. Стебли длинные тонкие, извилистые, слабо ветвящиеся, укореняющиеся в базальных узлах. Листья небольшие, супротивные, почти сидячие, яйцевидные или почти округлые, довольно мясистые, блестящие, голые, с малозаметным жилкованием, ближе к вершине зубчатые. Цветки пазушные, одиночные, свисающие. Чашелистики раздельные, линейные или ланцетные. Венчик трубчатый удлиненный, бочкообразный, с отгибом, разделённым на 5 округлых долей, алого цвета. Тычинки и пестик значительно длиннее венчика, общий вид напоминает цветок фуксии. Плод мясистая ягода.

## Ареал и климатические условия
Чили, предгорья Анд.

## Использование в культуре
Редкое в комнатной культуре растение.

## Агротехника
Растение выращивают при температуре около 18°С.

## Виды
- Sarmienta repens
- Sarmienta scandens